# Miner riberenc occidental
El miner riberenc occidental (Cinclodes albiventris) és una espècie d'ocell de la família dels furnàrids (Furnariidae) que habita corrents fluvials, roquedes i prats humits dels Andes centrals, des del nord del Perú fins Argentina central.